# Fatala
Fatala är ett vattendrag i Guinea. Det ligger i den västra delen av landet, 80 km norr om huvudstaden Conakry.